# Leptochilus axillaris
Leptochilus axillaris är en stensöteväxtart som först beskrevs av Antonio José Cavanilles, och fick sitt nu gällande namn av Georg Friedrich Kaulfuss. Leptochilus axillaris ingår i släktet Leptochilus och familjen Polypodiaceae. Inga underarter finns listade.